# Otar Tchiladzé
Otar Tchiladzé (en géorgien : ოთარ ჭილაძე), né le 20 mars 1933 et mort le 1er octobre 2009, est un écrivain, poète et dramaturge géorgien.

## Biographie
Otar Tchiladzé, né en 1933, est un auteur « professionnel », comme on disait au temps de l’Union des écrivains, c’est-à-dire qu’il a toujours vécu de sa plume. Son premier recueil de poésies est paru en 1959, son premier roman en 1972. Théâtre de fer a obtenu le grand prix de Géorgie en 1981, quatre ans avant l’arrivée au pouvoir de Mikhaïl Gorbatchev et la perestroïka, mais à une époque où, sous l’influence d’Edouard Chevardnadze, les arts géorgiens connaissaient une embellie dont nous n’avons pu voir, en Occident, qu’un aspect : le cinéma.

## Romans
- 1973 : Un homme descendait la route, Tbilissi, Merani Publishing, 1973, Arete 2007
- 1976 : Quiconque me trouvera, Trad. du russe par Alexandre Karvovski. - Moscou : Ed. Radouga, 1987.  (ISBN 5-05-001469-7)
- 1981 : Théâtre de fer Tbilissi, Trad. du géorgien par Nina Kalatozichvili et Christine Lutz[2]. - Paris : A. Michel, 1994  (ISBN 978-2226069979)
- 1991 : Le Coq Mars Tbilissi, Merani édition 1987 Arete édition 2007
- 1995 : Avelum Tbilissi, Merani édition 1995
- 2003 : Le Panier, Rustavi 2 Imprimer 2003, Arete édition 2006